# Anjouanbrilvogel
De anjouanbrilvogel (Zosterops anjuanensis) is een zangvogel uit de familie Zosteropidae (brilvogels). De vogel werd in 1877 door  Edward Newton beschreven. Daarna werd de vogel beschouwd als ondersoort van de madagaskarbrilvogel (Z. maderaspatanus), maar op grond van in 2014 gepubliceerd onderzoek is de soortstatus toch verdedigbaar.

## Verspreiding en leefgebied
De vogel komt alleen voor op het eiland Anjouan (Comoren).